# ジョルジュ・ティレ＝ボニェ
ジョルジュ・ティレ＝ボニェ (仏：Georges Tiret-Bognet、1855年1月15日 - 1935年10月15日) はフランスの画家、イラストレーター、製図工、風刺画家。軍事場面のイラストや戯画を得意とした。

## 経歴

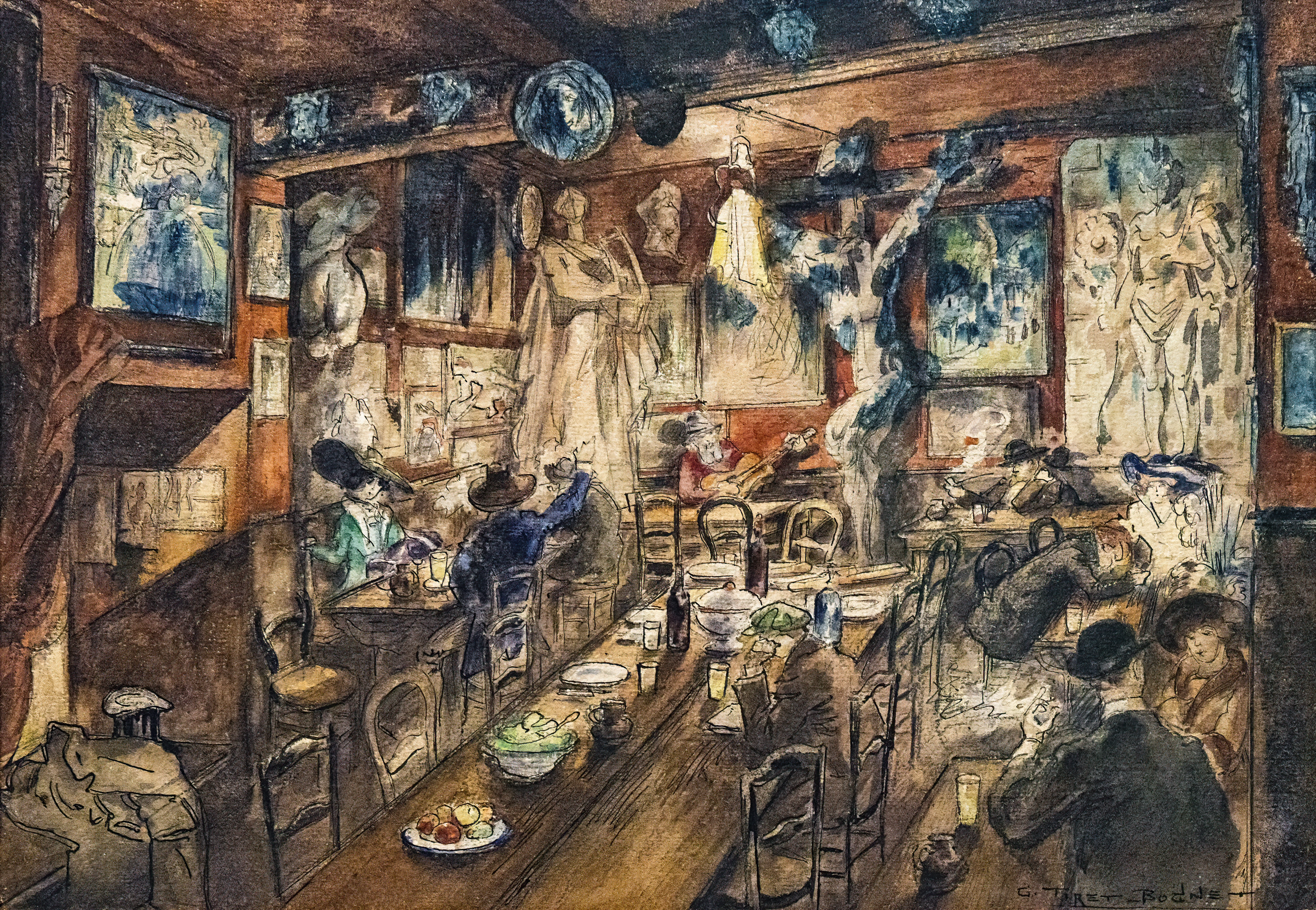
「オ・ラパン・アジル」(1910年)

ジョルジュ・ティレ＝ボニェは1855年1月15日にサン・マロのサン＝セルヴァンに生まれた。彼の父親はシャルル・ティレ＝ボニェ、母親はアメリ・マリー・デレといい、彼は四番目の子供だった。彼は特別な配慮によって兵役を免除され、パリ国立高等美術学校に入学した。
彼は文芸サークル「レ・イドロパット」（水療法。水を恐れて酒を飲むという含みもある）のメンバーとして機関紙の製図工を務めていた。
彼はマリー・ヴィジェが経営するカフェ「La Belle Gabrielle」にモーリス・ユトリロやジュール・デパキと通った。彼はカルチェ・デ・ラ・グーテ＝ドールに住んだが、貧困にあえいでいた。結婚後はカヴェ通り17番に移り住んだが、妻は栄養失調に陥り、彼も苦しみを紛らわせるための酒で体を壊し、夫婦は170フランの滞納家賃を抱えた。彼は1935年10月15日に貧困のうちに世を去り、ペール・ラシェーズ墓地45区に埋葬された。
彼はとくに軍事場面のイラストで著名である。出版者のメゾン・コンタンや、ジュール・ヴェルヌ、ジョルジュ・ラフォレ、ジャン・ドローなどの小説にイラストを提供したほか、"ル・シャ・ノワール"、"L’Ouvrier"、"ル・リール"、"Le Triboulet" などの定期刊行物に戯画を寄稿している。
彼の作品はカナダ国立美術館、メトロポリタン美術館、ベルトラン美術館、ミュゼ・ド・イマージュ、ミュゼ・ド・イストレ・ヴィヴァンなどに収蔵されている。

## 作品

ヴェルヌ「名を捨てた家族」挿絵
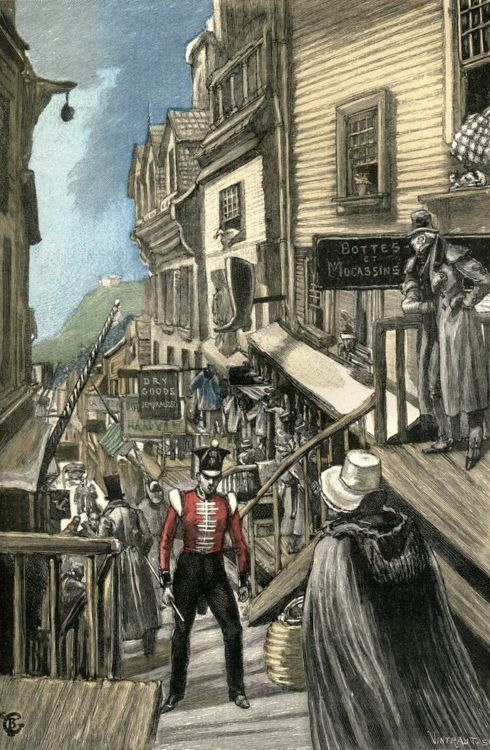
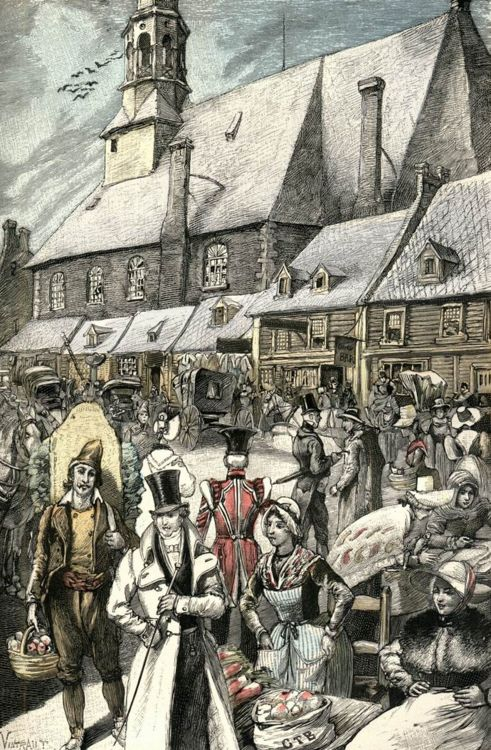
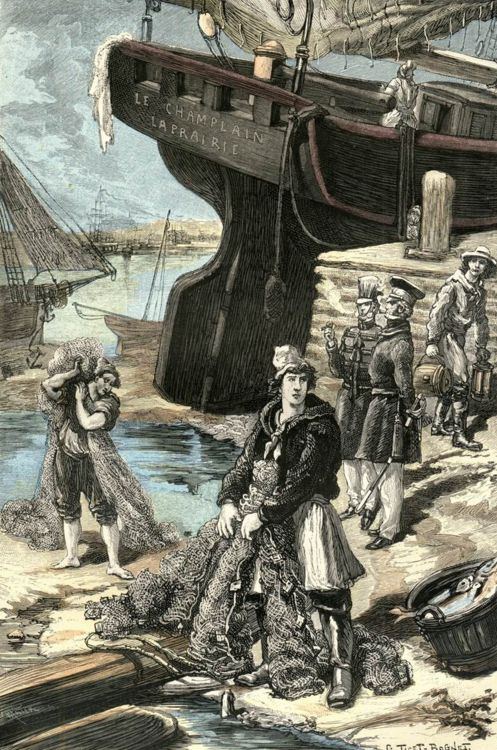
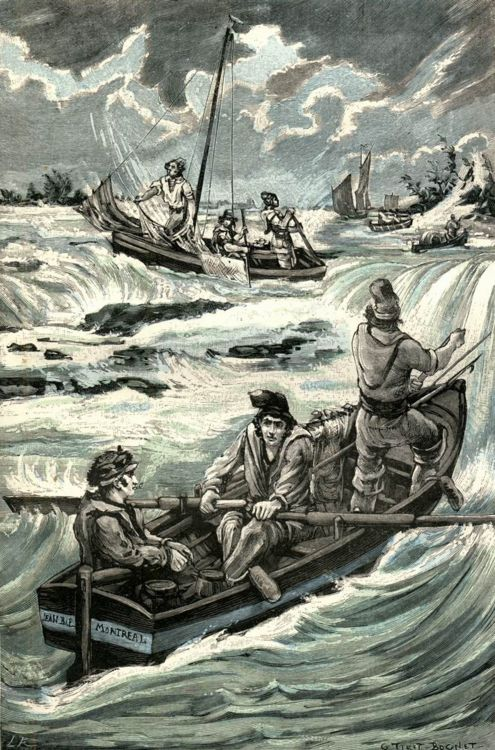
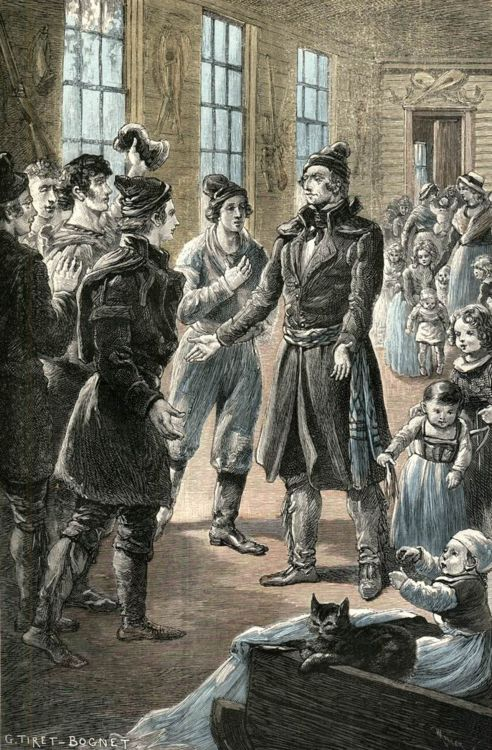
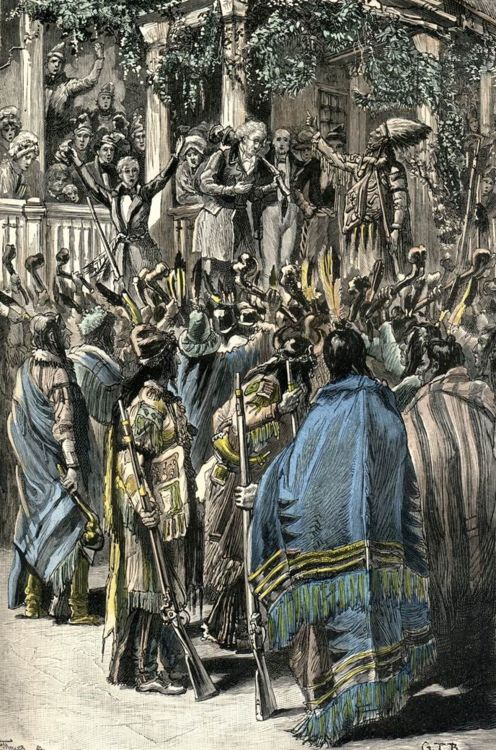
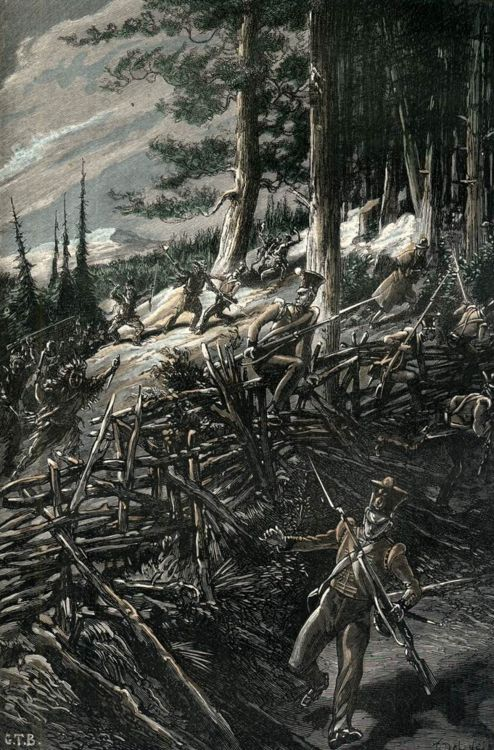
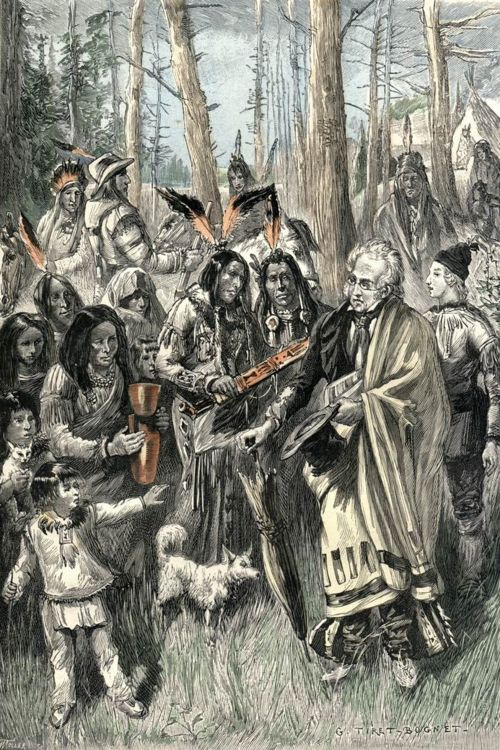
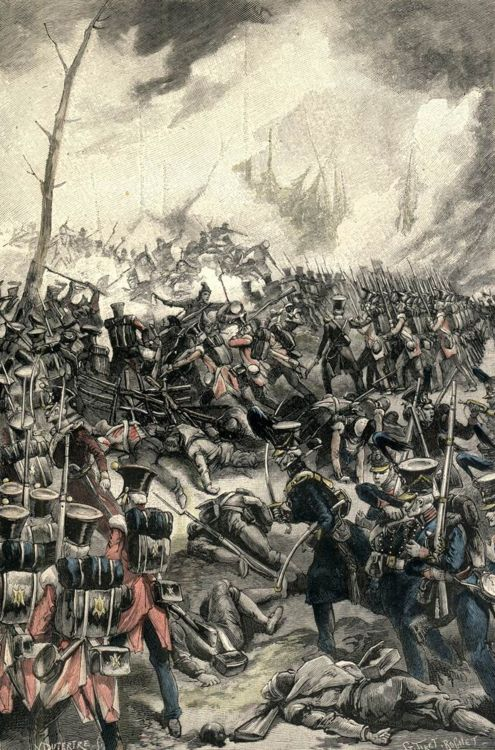

- [4]